# 安藤大将
安藤 大将（あんどう ひろまさ、1962年〈昭和37年〉12月6日 - ）は、霊能者、元競艇選手。
旧名は、安藤 千夏（あんどう ちなつ）。
奈良県出身。登録番号3145、第54期生。師匠は長嶺豊。
競艇選手時代に性同一性障害を公表した。

## 略歴
- 1984年 - 旧名である「安藤千夏」の名前で、女子選手として住之江競艇場にてデビュー。
- 1998年 - 住之江競艇場で行われた「第9回大阪スポーツ賞アクアクイーンカップ」にて初優勝を飾る。
- 2001年8月 - 性同一性障害であると診断される。
- 2002年3月28日 - 名前を「安藤大将」に改名し、乳房切除手術を受け、男性選手として再デビュー[1]。
- 2004年 - 津競艇場でのレース以降は静養に入る。
- 2005年9月8日 - 引退を表明[2]。

## 人物
4人兄弟（姉・妹・弟）の二女として出生。競艇引退後は、テレビや講演等に出演。また、自身の性同一性障害を書いた著書 『スカートをはいた少年』 をブックマン社から出版した。
競艇引退後はカナダで性別適合手術、戸籍を男性に変更、現在は大阪で霊能者、日本霊能者連盟の活動の他に、霊能スペース「大将のャ」を主宰。

## 著書など

### 単独での著書
- 安藤大将・著 『スカートをはいた少年 -- こうして私はボクになった』 ブックマン社、2002年12月　ISBN 4-89308-506-9

### 対談など
- 虎井まさ衛・編・著 『語り継ぐトランスジェンダー史 -- 性同一性障害の現在・過去・未来』 十月舎、2003年7月　ISBN 4-434-03330-1
  - 虎井まさ衛との対談を収録。
- 翔野塁・原作、坂井トオコ・漫画 『ありがとう千夏 -- 性同一性障害　競艇選手・安藤大将物語』 （ワイドKC　kiss） 講談社、2003年8月　ISBN 4-06-337527-7
  - 安藤のカミングアウト前後の状況に取材。安藤へのインタビュー、安藤と吉永みち子との対談も収録。

## 出演
- NNNドキュメント'02 『カミング♂アウト 〜女から男へ…安藤大将という生き方〜』 （2002年7月14日放送、読売テレビ制作）

## 関連記事
- 「選手名も大将へ変更、戸籍上の性別変更も申し立てへ」
- 「全国モーターボート競走会連合会・安藤千夏選手の性別変更認める」
- 「安藤大将選手が初勝利、6月に平和島で師弟対決」
- 「安藤大将選手が男子選手として再デビュー」
- 「大阪・安藤大将選手が初の講演」